# Torreblanca
Torreblanca es un municipio de la Comunidad Valenciana, España. Situado en la costa de la provincia de Castellón, en la comarca de la Plana Alta, entre los municipios de Cabanes, Benlloch y Alcalá de Chivert. Cuenta con 5.813 habitantes (2024).

## Geografía
Integrado en la comarca de Plana Alta, se sitúa a 39 kilómetros de la capital provincial. El término municipal está atravesado por la Autopista del Mediterráneo (AP-7), por la carretera nacional N-340, entre los pK 1008 y 1013, por la carretera autonómica CV-13 (Benlloch-Torreblanca) y por carreteras locales que conectan con Torrenostra y con el municipio de Villanueva de Alcolea.
El paisaje de Torreblanca es un paisaje de costa, con relieves de montes y sierras con una altura máxima de 239 metros sobre el nivel del mar (Turó de les Maleses). El casco urbano está asentado sobre una planicie a 31 metros sobre el nivel del mar. 

### Barrios y pedanías

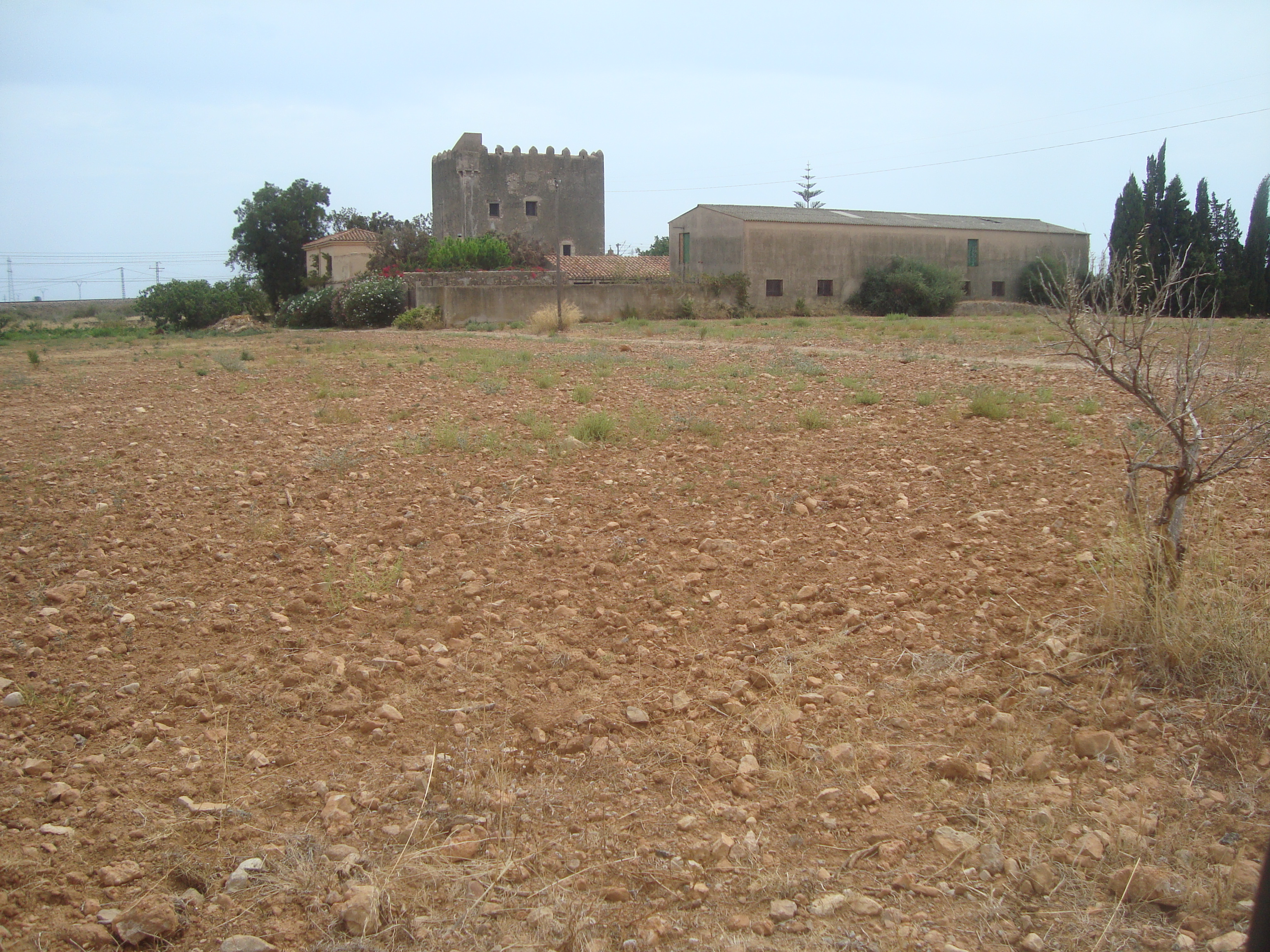
Torre del Marqués (Torreblanca)

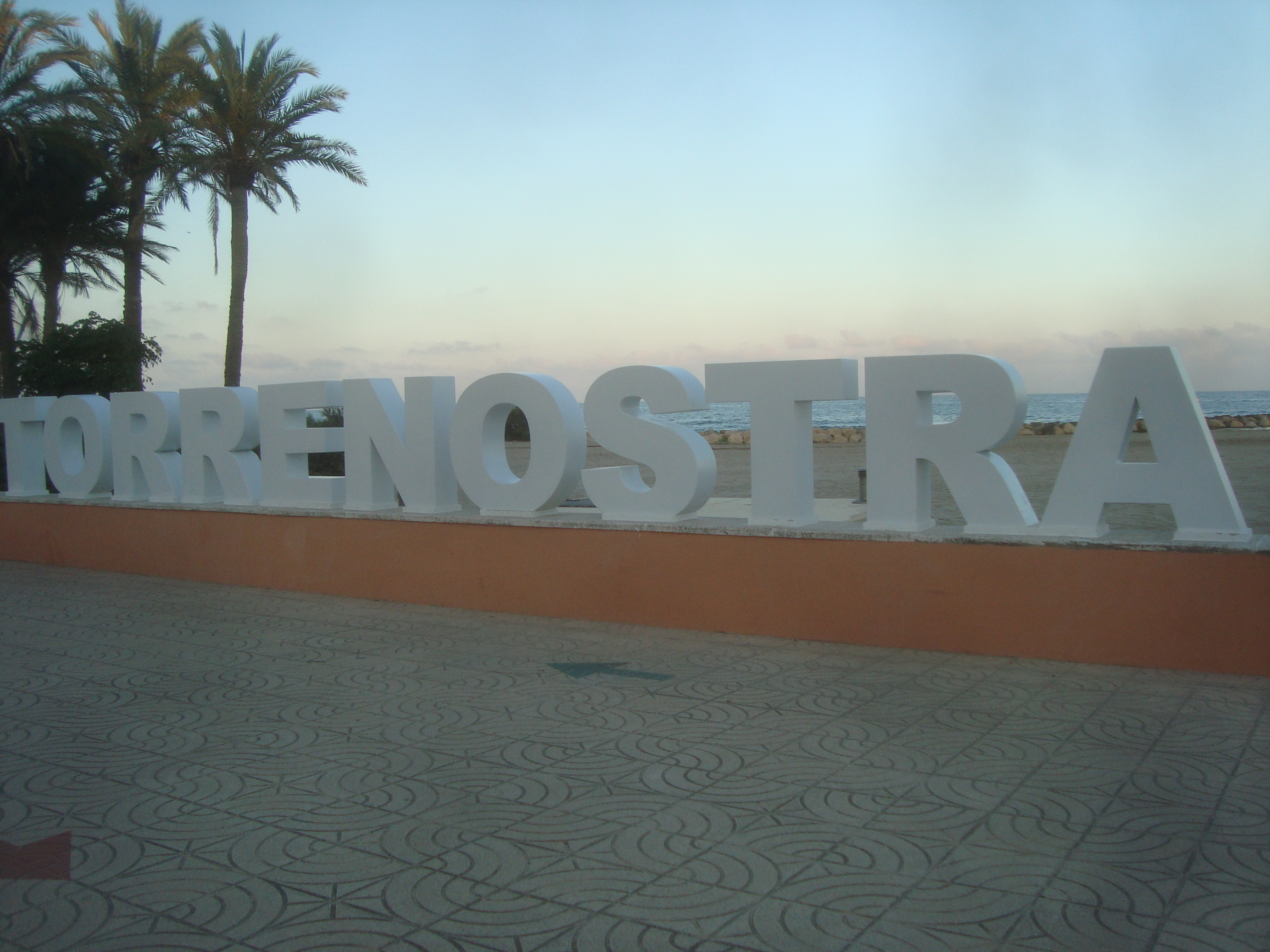
Logo de Torrenostra en letras corpóreas.

Dentro del municipio destaca el barrio de La Paloma, y ya en el término municipal de Torreblanca se encuentra también el núcleo de población de Torrenostra.
- Camping Torrenostra.
- Camping & Bungalows.
- El Prat de Cabanes.
- Torrenostra.
- Parque de la Torreblanca.
- Isabel Fuster.
- Torre del Marqués.
- Serra d'Irta.

### Localidades limítrofes
| Noreste: Alcalá de Chivert | Norte: Alcalá de Chivert | Noreste: Alcalá de Chivert |
| Oeste: Benlloch            |                          | Este: Mar Mediterráneo     |
| Suroeste: Cabanes          | Sur: Cabanes             | Sureste: Mar Mediterráneo  |

## Historia
El núcleo demográfico que con el tiempo, habrá de recibir el nombre de Torreblanca, estuvo ubicado, desde un principio, dentro del enclave geo-histórico de Miravet, limitado por la Sierra de Irta y el cabo de Oropesa.
Es evidente la romanización de toda esta zona, ya que la costa de Torreblanca fue muy visitada por naves romanas. En cuanto al descubrimiento de hallazgos mencionar que con motivo de roturación de terrenos se hallaron 204 monedas de oro de los siglos I y XI.
El 27 de abril de 1225 Jaime I de Aragón concede a Poncio, Obispo de Tortosa y a su Cabildo los castillos de Miravet y Zufera, con todos sus términos, masías, alquerías e iglesias. El castillo de Miravet suponía un distrito constituido por la propia fortaleza y comprendía el vecino castillo de Albalat, la villa de Cabanes y los lugares que con el tiempo habían de ser Benlloch y Torreblanca. En esta donación aparece el nombre la "Torre de Luppricato", que por la referencia y siguiendo las localizaciones que nos indica, iba a ser con el tiempo la actual Torreblanca.
El origen de su nombre, "Torreblanca", es objeto de controversia; según la opinión más extendida, fue recibido por la localización de la Torre del Marqués, edificio cuadrangular, almenado, con aspilleras de defensa y barbacana, de cuidada hechura medieval. Se supone heredado de Doña Blanca de Cardona, que pudo ser muy bien Doña Blanca de Aragón, hija del Infante Ramón Berenguer, y nieta, por tanto, de Jaime II de Aragón. Estos datos y referencias concuerdan con que Doña Blanca pudo dar nombre a la "Torre" y esta a la villa. Algunos historiadores, sin embargo, sostienen la teoría de que el nombre de Torreblanca tiene su origen en los blancos muros de la Iglesia-fortaleza de San Francisco.
Diversos historiadores han querido localizar la "Torre de Luppricato" y tras interpretar los lindes de la concesión de Miravet, la ubicación de la Torre la sitúan en la iglesia-fortaleza de San Francisco: el grosor de sus muros, las aspilleras a ras del suelo actual, las que coronan el edificio, la barbacana y la puerta de dovelas, nos prueban su primitivo carácter defensivo y su antigüedad. 
La piratería llegó a ser un medio de vida para ambas riberas de Mediterráneo. En evitación de sorpresas los cristianos del reino de Valencia establecieron un servicio de vigías con puestos fijos en torres o atalayas y correos de aviso.
En 1397, se produce el asalto de los piratas berberiscos que saquean la población, llevándose alhajas de la iglesia y la Hostia consagrada con la Custodia. Al saberse la noticia, el Consejo del Reino acordó organizar una armada que castigara la injuria y recuperar las Sagradas Formas, trasladando el acuerdo al Rey D. Martín I de Aragón para que favoreciera la empresa. Incluso Benedicto XIII promulgó la Bula para la cruzada.
Desde Ibiza la armada se dirigió a Telediç y, tras el desembarco, la ciudad fue presa del saqueo de los cristianos durante dos días con él: incendio, destrucción, matanza de más de mil musulmanes y tomando cerca de trescientos prisioneros. El botín fue cuantioso y se recuperaron las sagradas formas y la custodia.
El hecho del sangriento combate de Telediç daría pie a la leyenda de la aparición de un león en medio de la batalla. Cuenta la tradición que cuanto más encarnizada era la batalla, bajó de la montaña un león matando al que tenía la Custodia la reintegró al capitán cristiano. Esta tradición se ha incorporado a la heráldica: Los leones rampantes sostienen o agarran la Custodia junto a las barras de la casa de Aragón, rememorando la conquista del lugar por las huestes de Jaime I.
El 30 de agosto de 1576, el obispo de Tortosa otorga carta puebla a 38 familias para ocupar casas y cultivar tierras, abandonadas durante más de un siglo. El crecimiento de la villa a lo largo del siglo XVII es constante y el consell tiene ya personalidad suficiente para litigar con Cabanes por las leñas y la caza en el Prat, al propio tiempo que sostiene pleitos por sus derechos de herbaje y pesca con Doña Blanca de Cardona, consiguiendo amojonar sus terrenos. En el siglo XVIII, levantará nueva Iglesia Parroquial y edificará su casa de la Vila. Ya en 1896, Torreblanca solicita del gobierno un embarcadero para su playa. Fue una de las pocas poblaciones que se adhiere a la creación de un sindicato para defender la producción naranjera.
Formará parte de la comisión de alcaldes que por vez primera piden el Canal del Ebro. En 1935 solicita una carretera turística entre Peñíscola y Oropesa, así como la construcción de un puerto pesquero, toda vez que faenan hasta 120 barcas de arrastre y "trasmallo". Tantas ilusiones o empeños van cayendo en la indiferencia y la gente de mar emigra a Peñíscola o Grao de Castellón. Torrenostra va despoblándose y solamente el empeño de la villa la hará renacer a partir de la década de los 60 del pasado siglo, resurgiendo la playa de Torreblanca, "Torrenostra" como un núcleo turístico.

## Demografía
Torreblanca cuenta con una población de 5674 habitantes (INE 2024).
| Gráfica de evolución demográfica de Torreblanca entre 1842 y 2021                                                   |
| |
| Población de derecho según los censos de población del INE Población de hecho según los censos de población del INE |

| Nacionalidad | Hombres | Mujeres | Total | %      | Proporción |
| ------------ | ------- | ------- | ----- | ------ | ---------- |
| Española     | 2091    | 2053    | 4144  | 72.9 % |            |
| Extranjera   | 821     | 717     | 1538  | 27.0 % |            |

En los últimos años del siglo XX y los primeros del XXI experimentó un fuerte incremento demográfico en gran medida por la inmigración extranjera.
| Población | 2.304 | 2827 | 3.434 | 3.639 | 3.424 | 3.698 | 3.563 | 4.208 | 3.809 | 4.140 | 4.577 | 4.608 | 4.614 | 5.656 | 5.885 | 5.528 |

## Economía

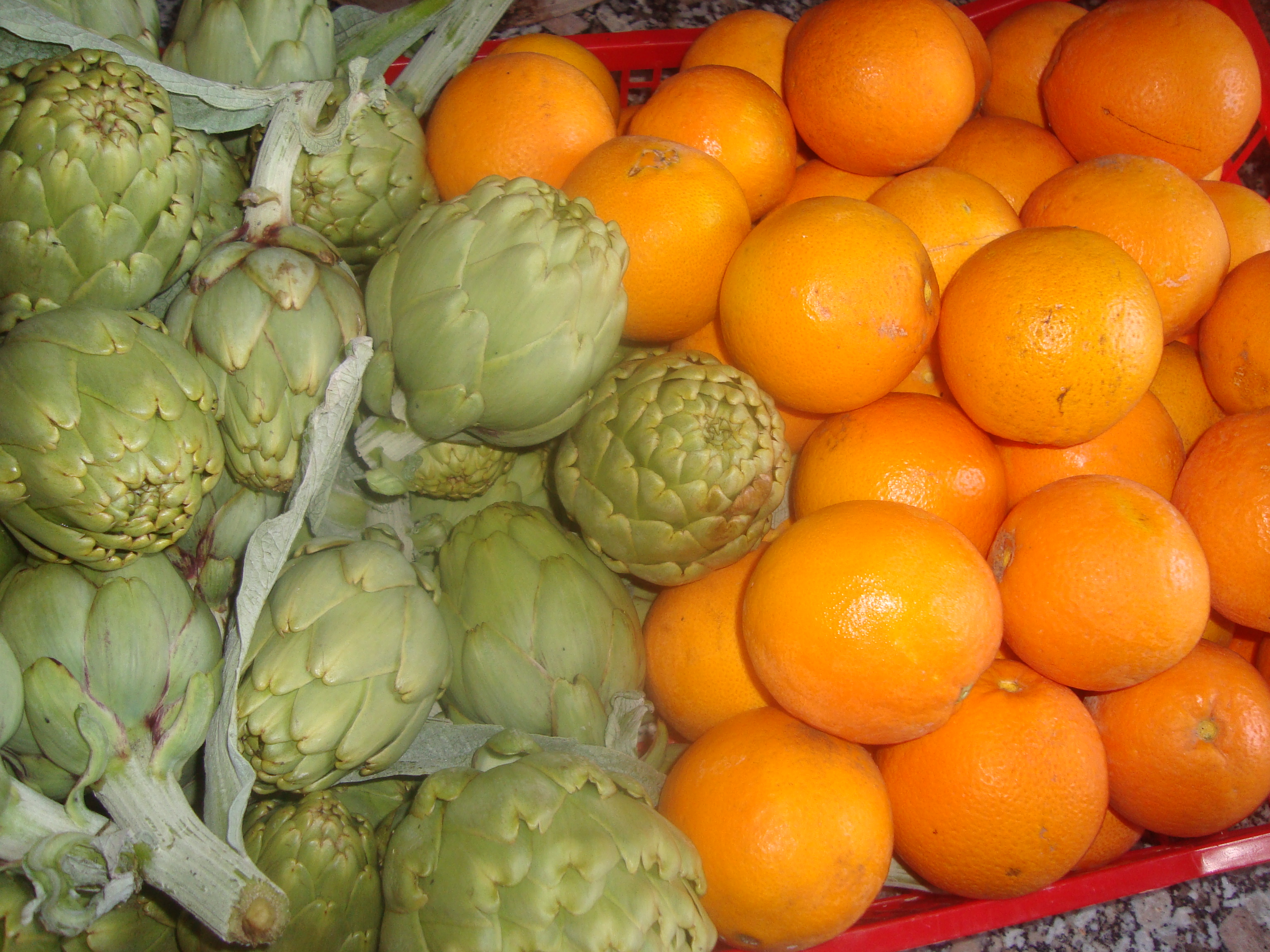
Alcachofas y naranjas de Torreblanca

Basada tradicionalmente en la agricultura predominando el cultivo de los cítricos, y la consiguiente industria de manipulación de los mismos.
Existen también fábricas de muebles y algunas granjas. En la actualidad se ha desarrollado de manera importante el sector turístico en la playa de Torrenostra.

## Monumentos

### Monumentos religiosos

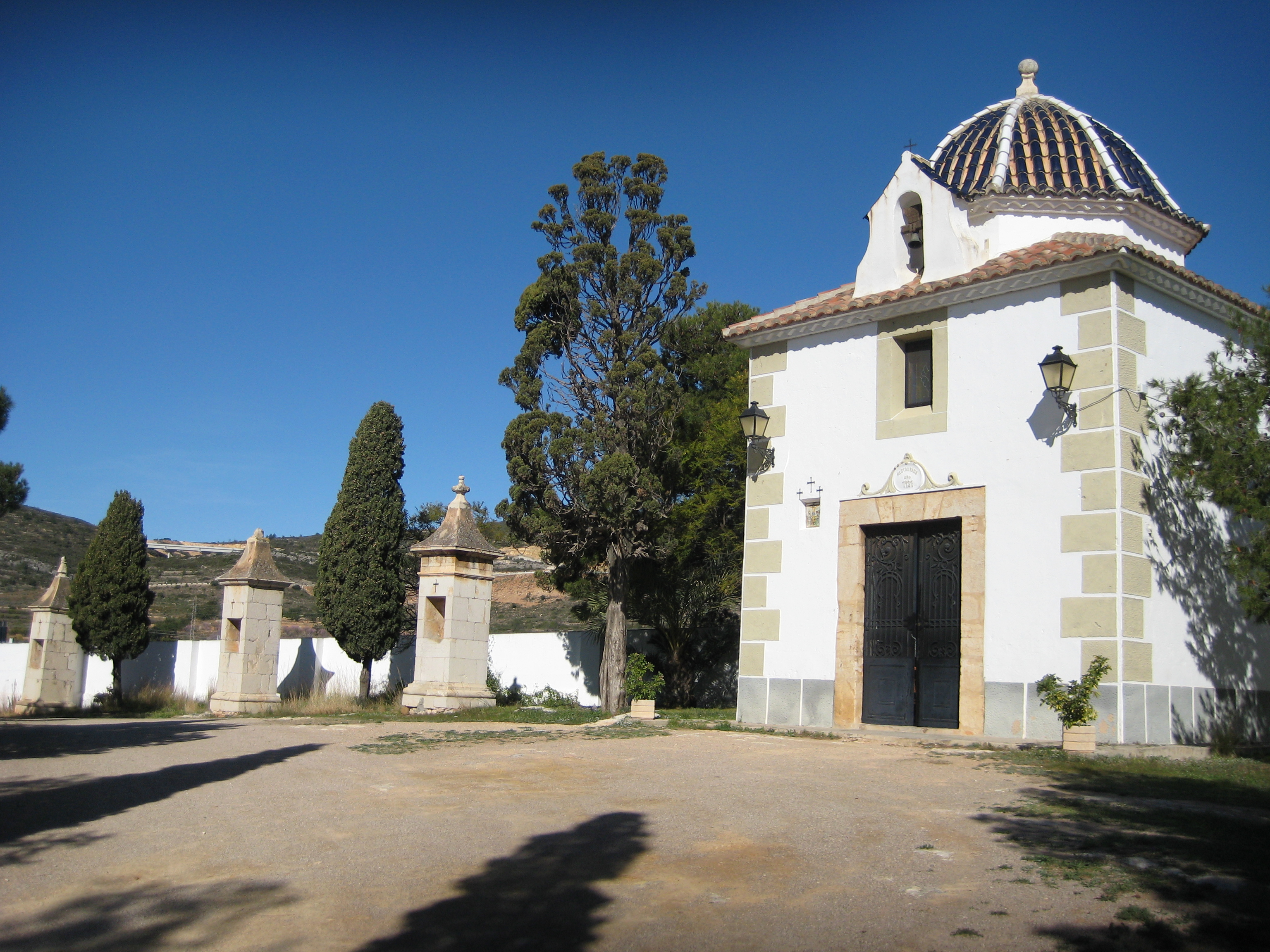
Ermita de El Calvario

- El Calvario. Calvario y primitiva iglesia. Es uno de los más interesantes de las tierras castellonenses, conservado íntegro y con escasas transformaciones desde su construcción en el siglo XVIII. La Capilla es sencilla, de planta cuadrada y cubre con cúpula de luz propia. La obra es de mampostería con refuerzos de piedra labrada en los ángulos y en la portada. Dentro del recinto del Calvario se ubica la primitiva Torre fortaleza de "San Francisco".

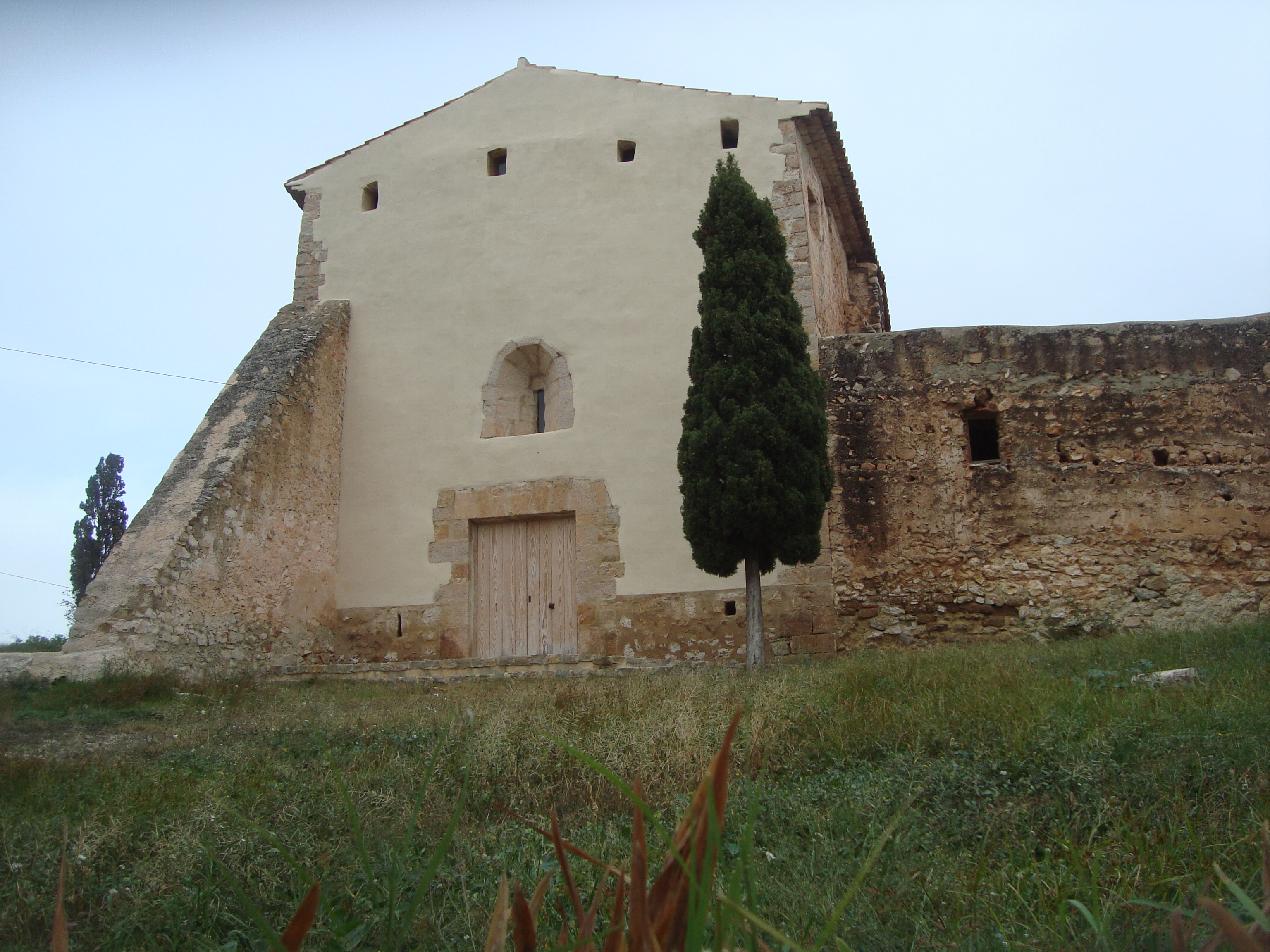
Iglesia medieval de San Francisco Javier (Torreblanca)

- Iglesia medieval de San Francisco Javier (Torreblanca)Primitiva Iglesia de San Francisco. En el recinto del Calvario se encuentra la primitiva iglesia de la población, dedicada a San Francisco Javier, y con un acusado carácter de fortaleza. Datable en el siglo XIV, es de una sola nave rectangular con arcos diafragmáticos que apoyan en pilares adosados al mismo, la bóveda es de crucería con terceletes y ligaduras.
- Iglesia parroquial de San Bartolomé. Concebida por Juan Barceló en el siglo XVIII. El templo consta de tres naves, con cuatro tramos y capillas laterales. Hay que destacar las bóvedas con cúpula de crucero cubierta de tejas vidriadas en azul. El templo conserva en su interior valiosas obras como el Salvador, de Josep Ferrer, o pasajes de la vida de San Bartolomé, del morellano Joaquín Oliet, en la cúpula. Se conserva actualmente un lienzo de José Orient del siglo XVII sobre el asalto de los piratas berberiscos de 1397.

### Monumentos civiles

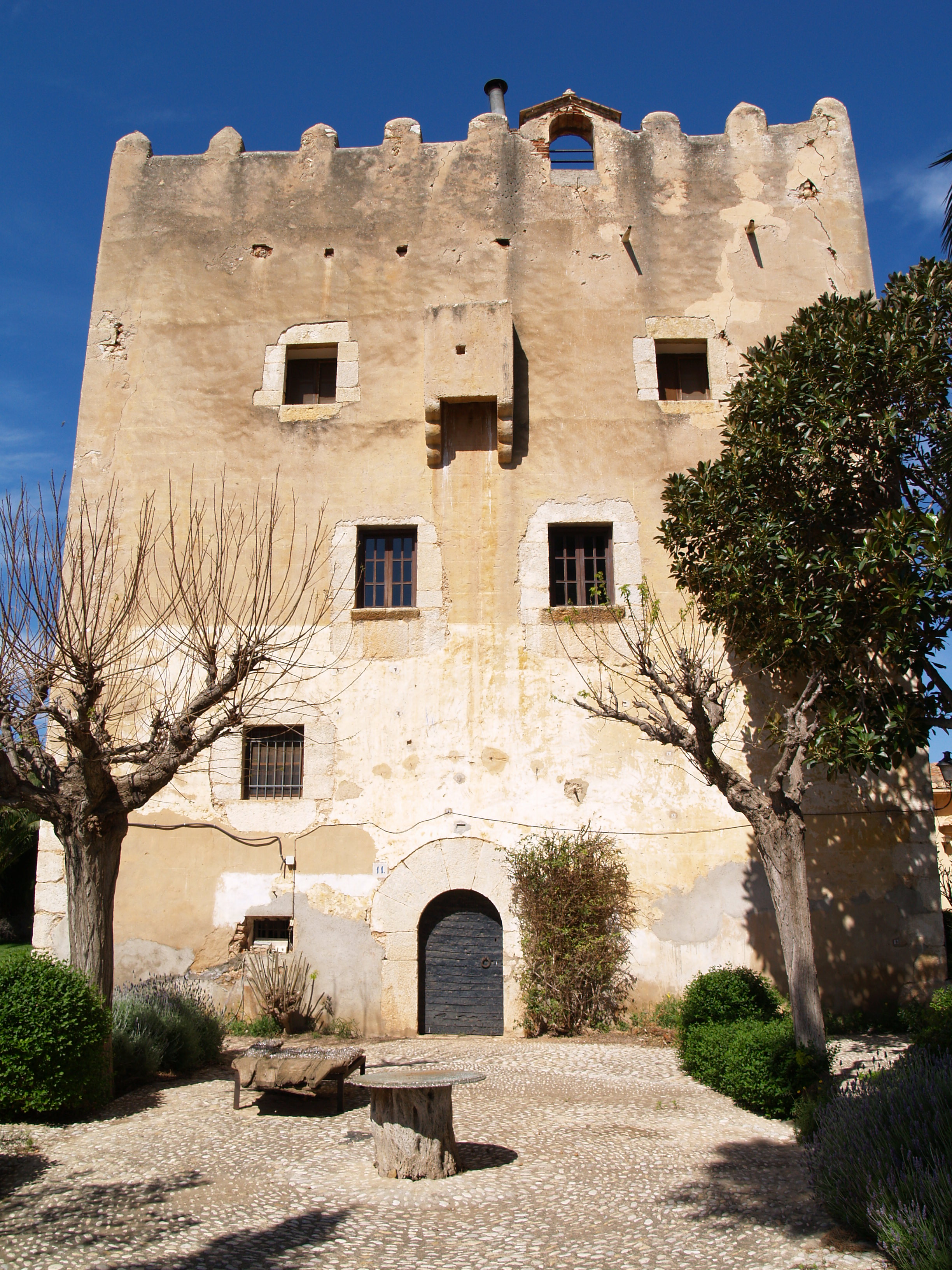
Torre del Marqués

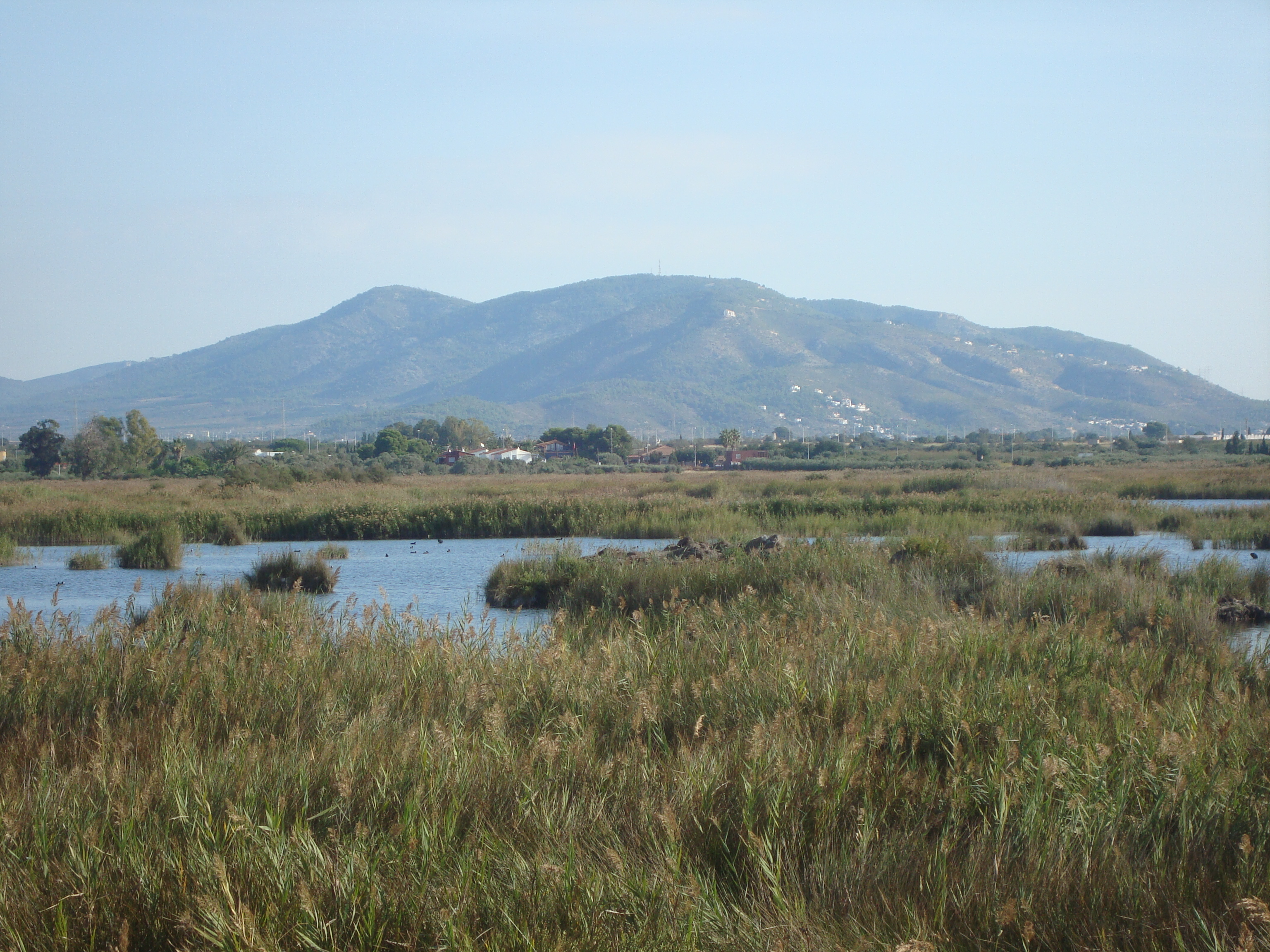
Paraje Natural del Prat de Torreblanca

- Torre del Marqués. Esta torre perteneció a Doña Blanca descendiente de Jaime I, de ahí que antiguamente se denominara "Torre de Doña Blanca". Es un edificio medieval de planta cuadrangular, almenado con pequeña arcada y una puerta de entrada blindada con gruesos clavos. Ver imagen

## Lugares de interés
- Parque natural del Prat. Zona de humedales que aloja a diversas especies de aves acuáticas. Con su enorme valor paisajístico, constituye el humedal de mayor extensión y mejor conservación de Castellón. El parque natural del Prat se extiende sobre una superficie aproximada de 800 ha, perteneciendo a los municipios de Torreblanca y Cabanes. El paisaje del Prat, es el de una llanura litoral separada del mar por un cordón de gravas y cantos con acumulaciones de depósitos arenosos que constituyen las marismas y pantanos del citado Parque. Su longitud se aproxima a unos 7 km, y de anchura 1,5 km, sirvió de cierre a una antigua albufera, y por detrás de este cordón se localiza una zona en la que aparecen depósitos cuaternarios de turbesa, relacionados con sedimentos deltaicos y costeros.

Las especies que pueden observarse en este ambiente son la canastera, el charrancito, que tiene aquí el único punto de cría de la provincia de Castellón, y el chorlitejo patinegro. Entre las aves de paso se deben destacar especies como el charrán patinegro, correlimos y el ostrero.
Desde el punto de vista faunístico adquieren gran importancia el fartet y el samarugo, especies protegidas y en peligro de extinción, o la gambeta, habitante de aguas litorales limpias.
El interés ecológico y paisajístico de este espacio, así como su fragilidad son los motivos que han llevado a su conservación mediante la declaración de espacio protegido.

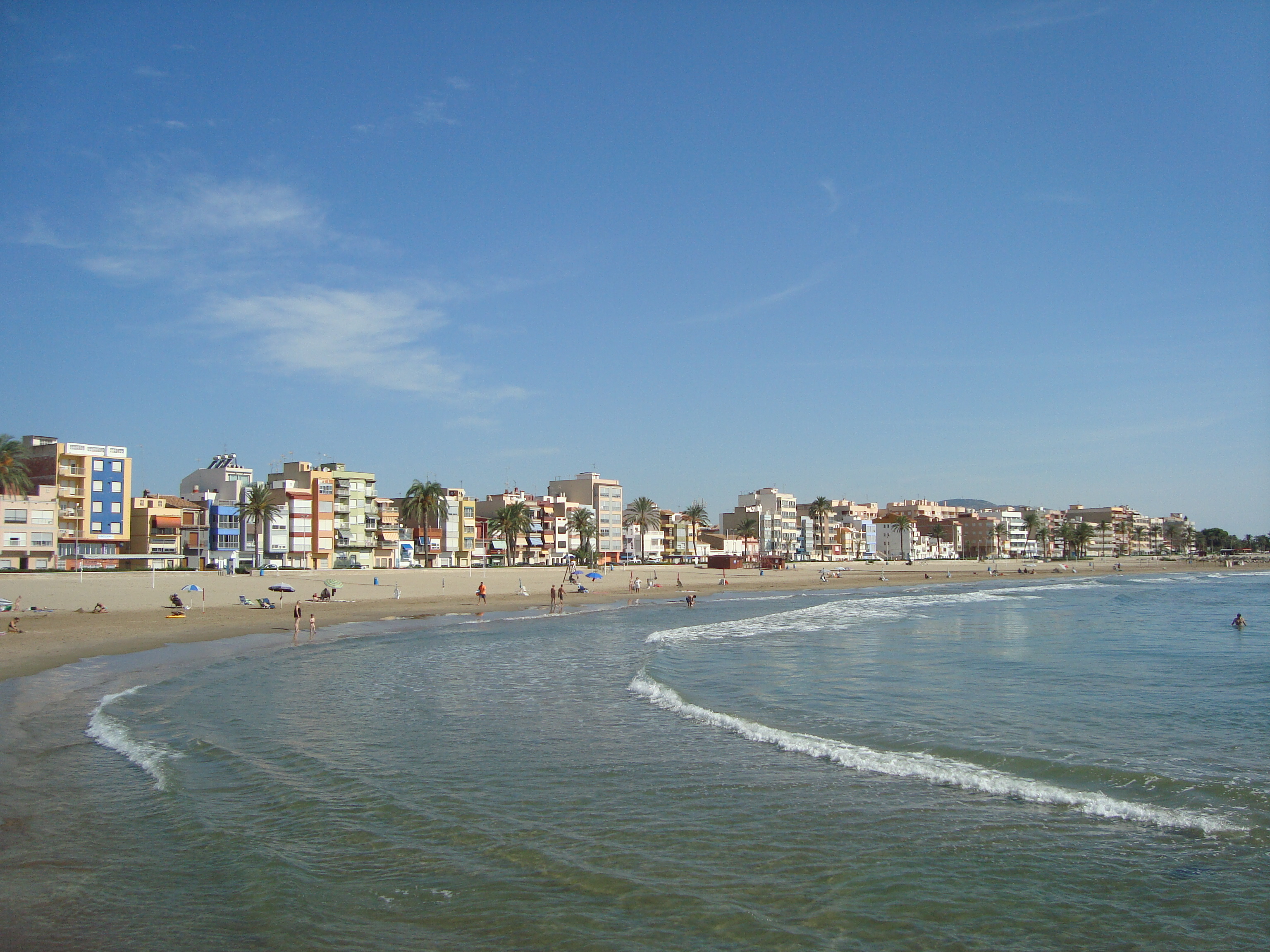
Torrenostra

- TorrenostraTorrenostra. A tan sólo tres kilómetros de la población, esta playa arenosa es ideal para disfrutar del sol y del mar. Las limpias aguas, los servicios de seguridad, las zonas de juegos y otros equipamientos públicos la convierten en el lugar perfecto para pasar el día niños y adultos. El poblado marítimo de Torrenostra, comunicado por una recta carretera y con una excelente playa, es antiguo núcleo marinero que hoy se halla en proceso de creciente desarrollo como centro turístico y de veraneo. Cuenta con una de las múltiples Torres Vigía que se desplegaron en la provincia de Castellón que recientemente ha sido restaurada y es visitable recreando fielmente su naturaleza y uso.

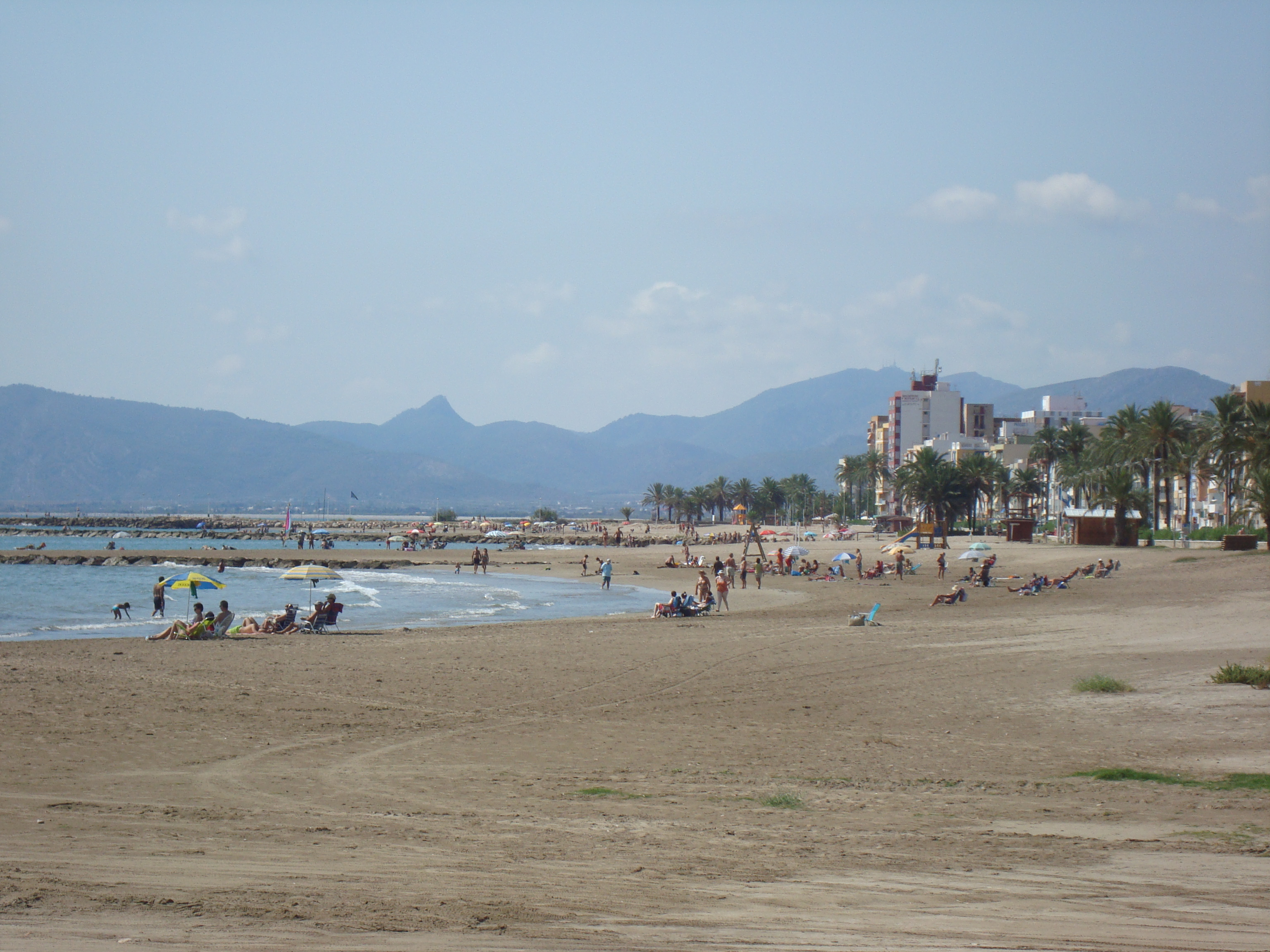
Playa Norte de Torrenostra

- Playa Norte de TorrenostraPlaya del Norte.

## Fiestas

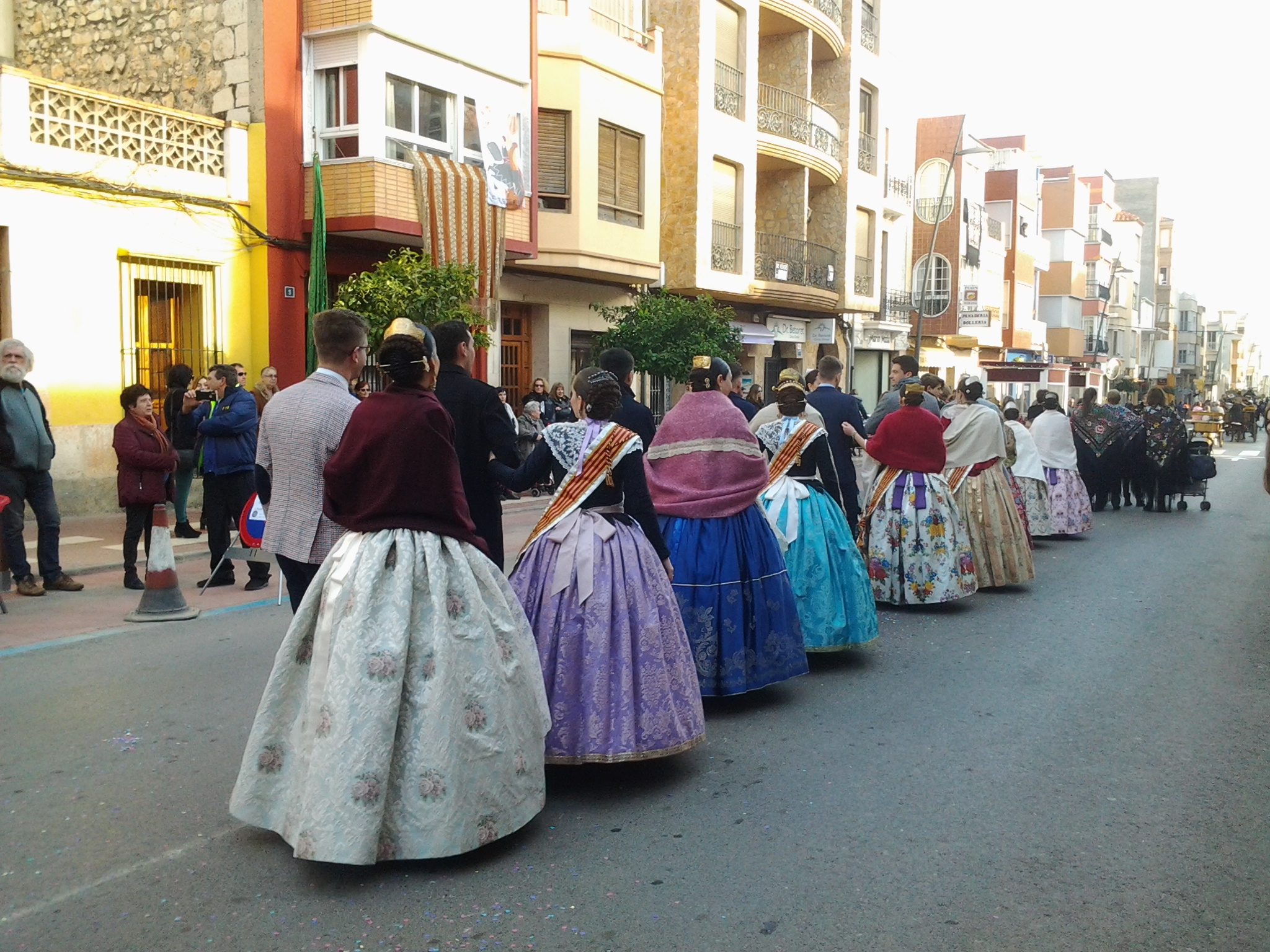
"El Recibiment", acto de sector de inicio de las fiestas de San Antonio Abad y Santa Lucía.

- "El Recibiment", acto de sector de inicio de las fiestas de San Antonio Abad y Santa Lucía. Fiestas de San Antonio Abad y Santa Lucía. Celebra la localidad su tradicional semana de Fiestas en honor a San Antonio Abad, el día 17 y Santa Lucía el día 18 de enero. La víspera por la noche se hace la entrega de la "Coqueta" típica pasta de las Fiestas. Durante cuatro o cinco días se celebra exhibición de ganado vacuno por la mañana y tarde y "Toro Embolado" por las noches. Es típica la degustación de los "Pasteles de San Antonio" (Patissets de Sant Antoni).
- Carnavales. Con juicio al rey "Don Carnal" (Carnestoltes) pasacalles y gran baile de disfraces incluyendo premios espectaculares a los mejores disfraces.
- La Pasión de Torreblanca. Estrenada el 12 de abril de 1979, se celebra en única representación el Jueves Santo, a las diez de la noche, en varios escenarios naturales al aire libre. Los diálogos son íntegramente en valenciano. La Pasión de Torreblanca, consta de diecisiete escenas y su duración aproximada es de dos horas. La mayoría de éstas, salvo el Viacrucis y los cuadros finales del Calvario transcurren en el amplio recinto de la plaza Mayor del pueblo.

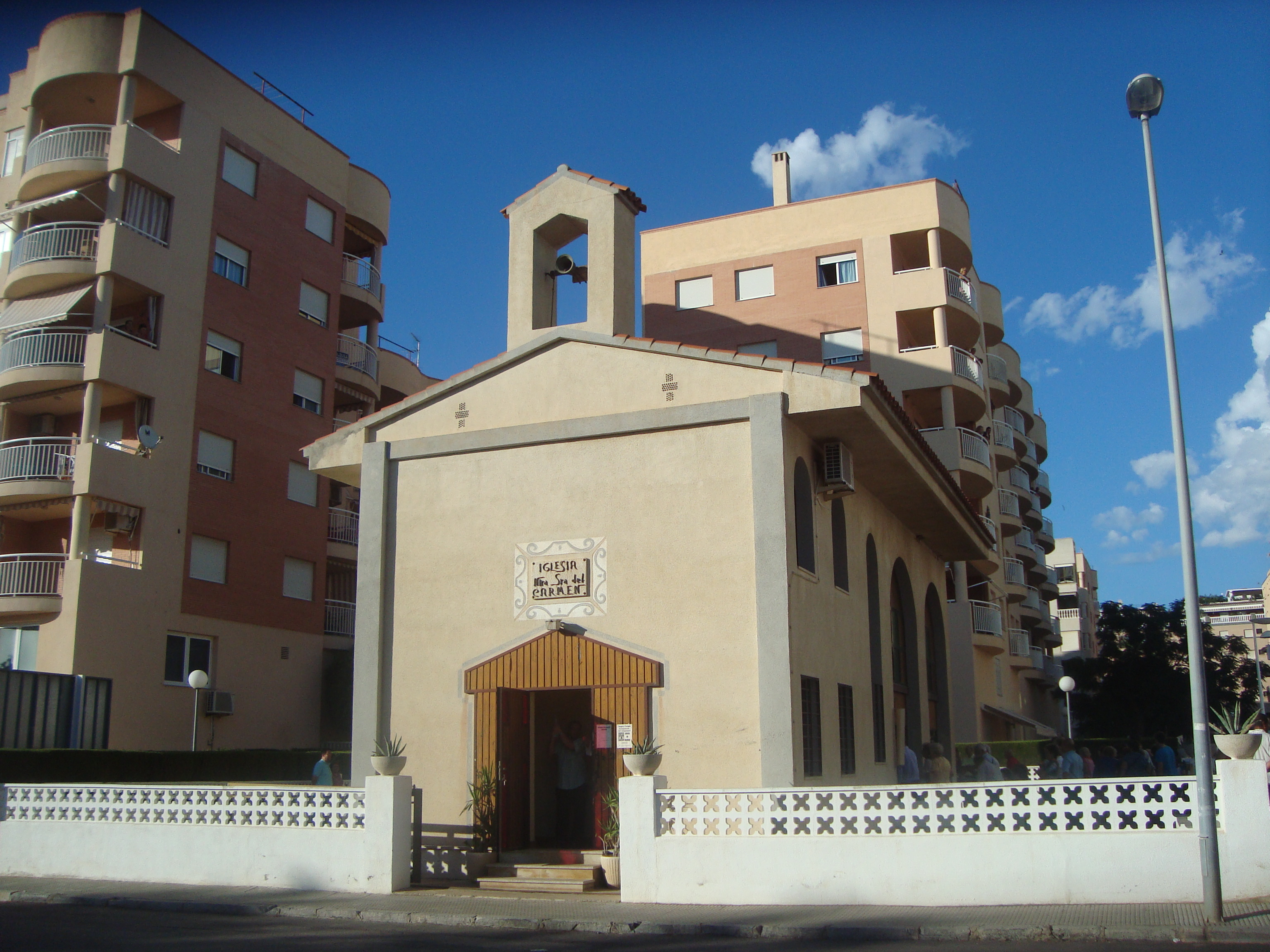
Iglesia de la Virgen del Carmen (Torrenostra, Torreblanca)

- Romería marinera de la Virgen del Carmen (Torrenostra, Torreblanca)Iglesia de la Virgen del Carmen (Torrenostra, Torreblanca)Virgen del Carmen. Torrenostra, como pueblo pesquero, celebra la festividad en honor a la patrona de los pescadores el 16 de julio con una misa en la playa, festejos taurinos y verbenas.

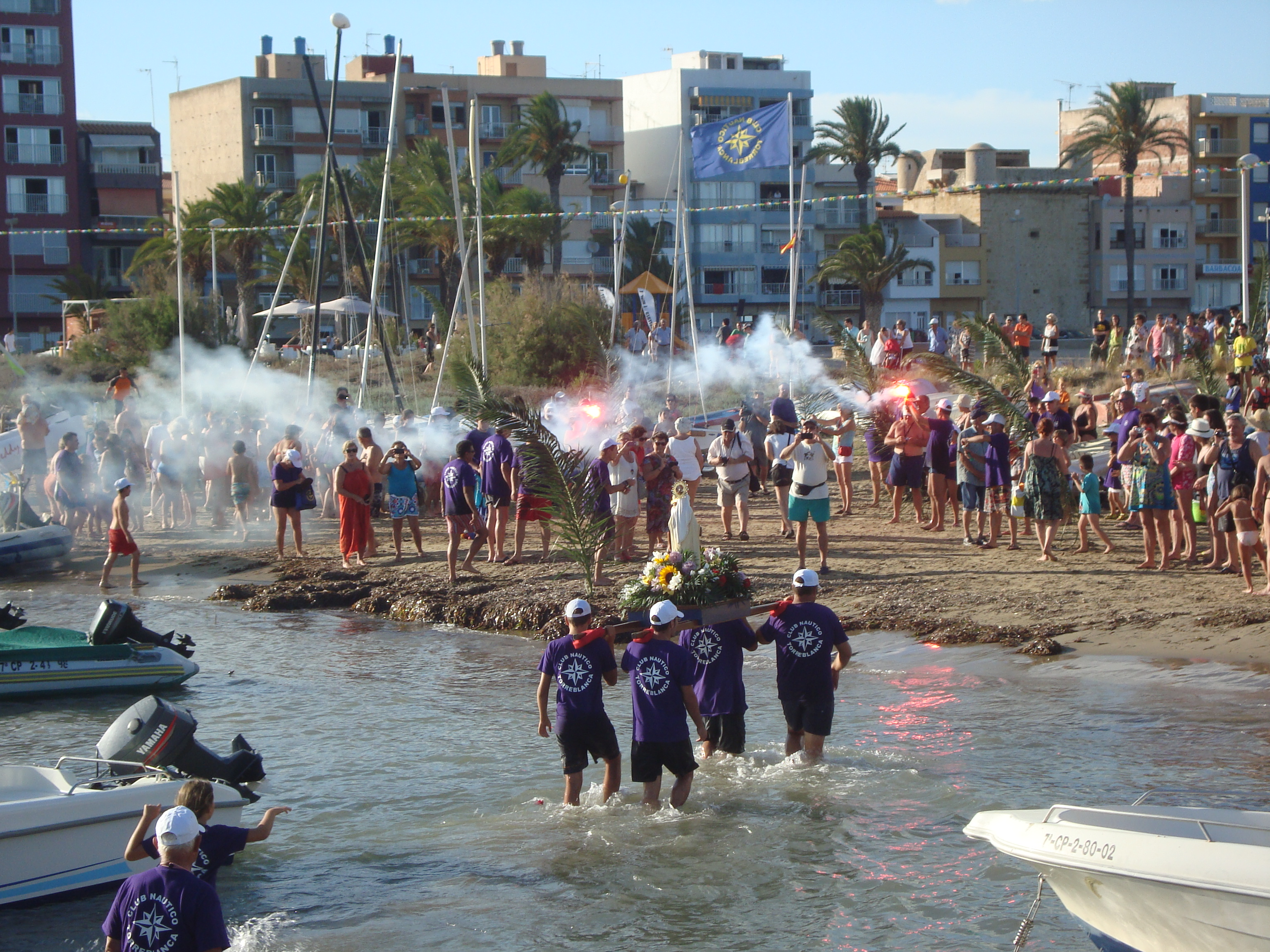
Romería marinera de la Virgen del Carmen (Torrenostra, Torreblanca)

- Fiestas patronales. A finales de agosto celebra Torreblanca sus fiestas Mayores en honor de san Bartolomé, su Patrón, y al Santísimo Sacramento, alternándose los actos religiosos y los populares con festejos taurinos de los que forma parte su típica "Entrada" "Salida" (entrada y salida estilo San Fermín), sus novilladas, exhibiciones de ganado vacuno y "Toro Embolado" (Bou Embolat).

## Gastronomía

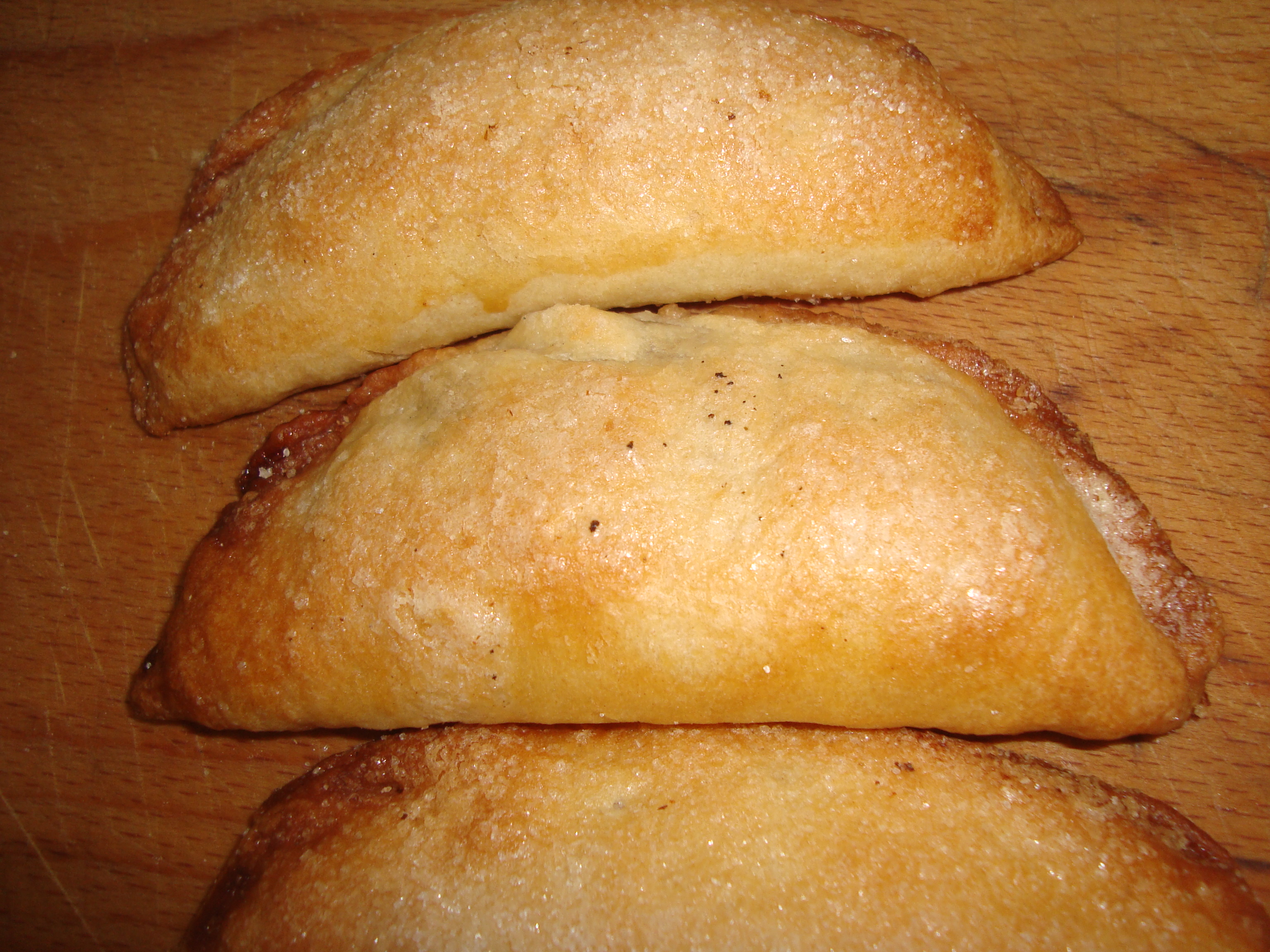
Pastissets

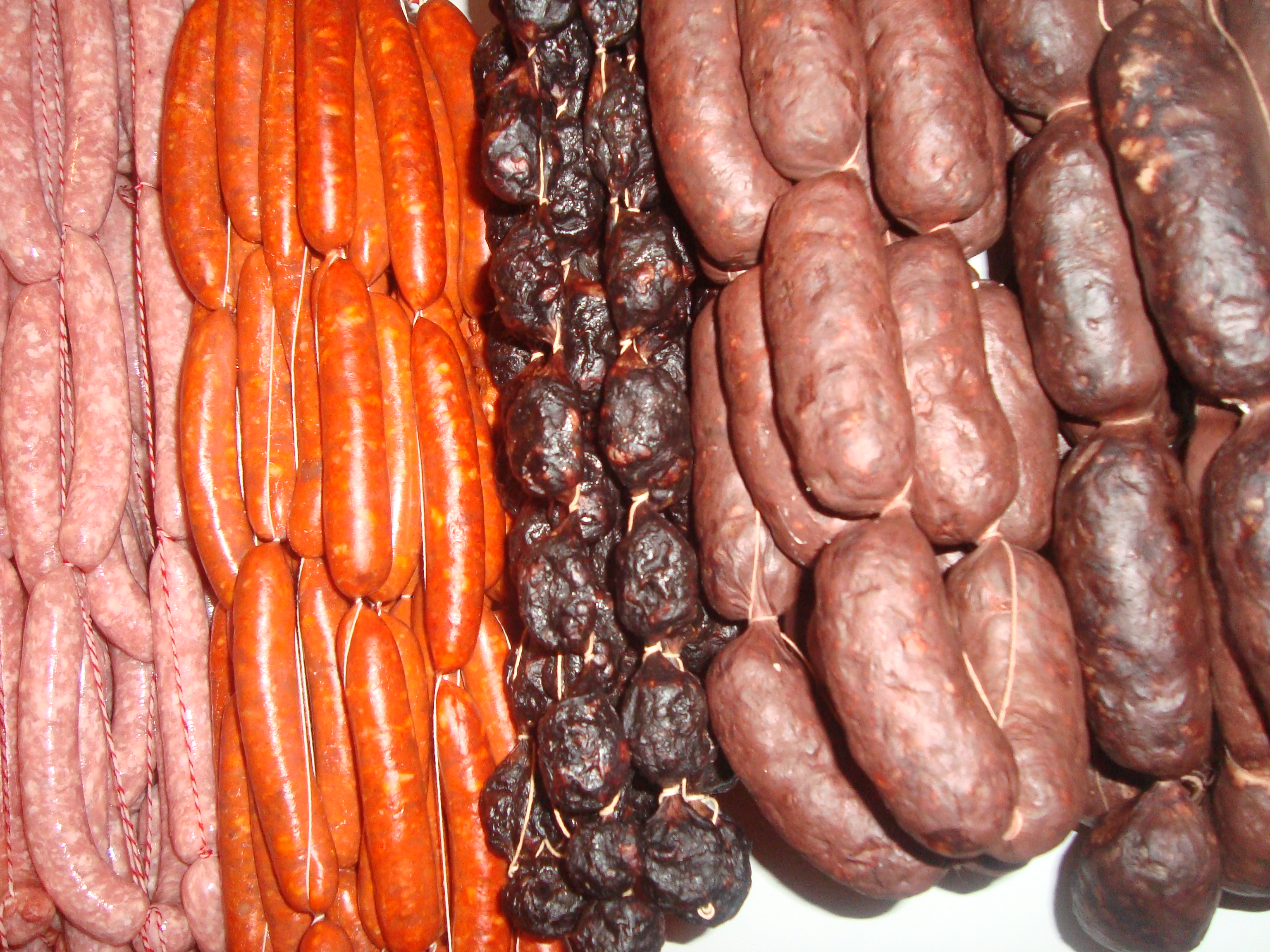
Embutidos frescos de Torreblanca

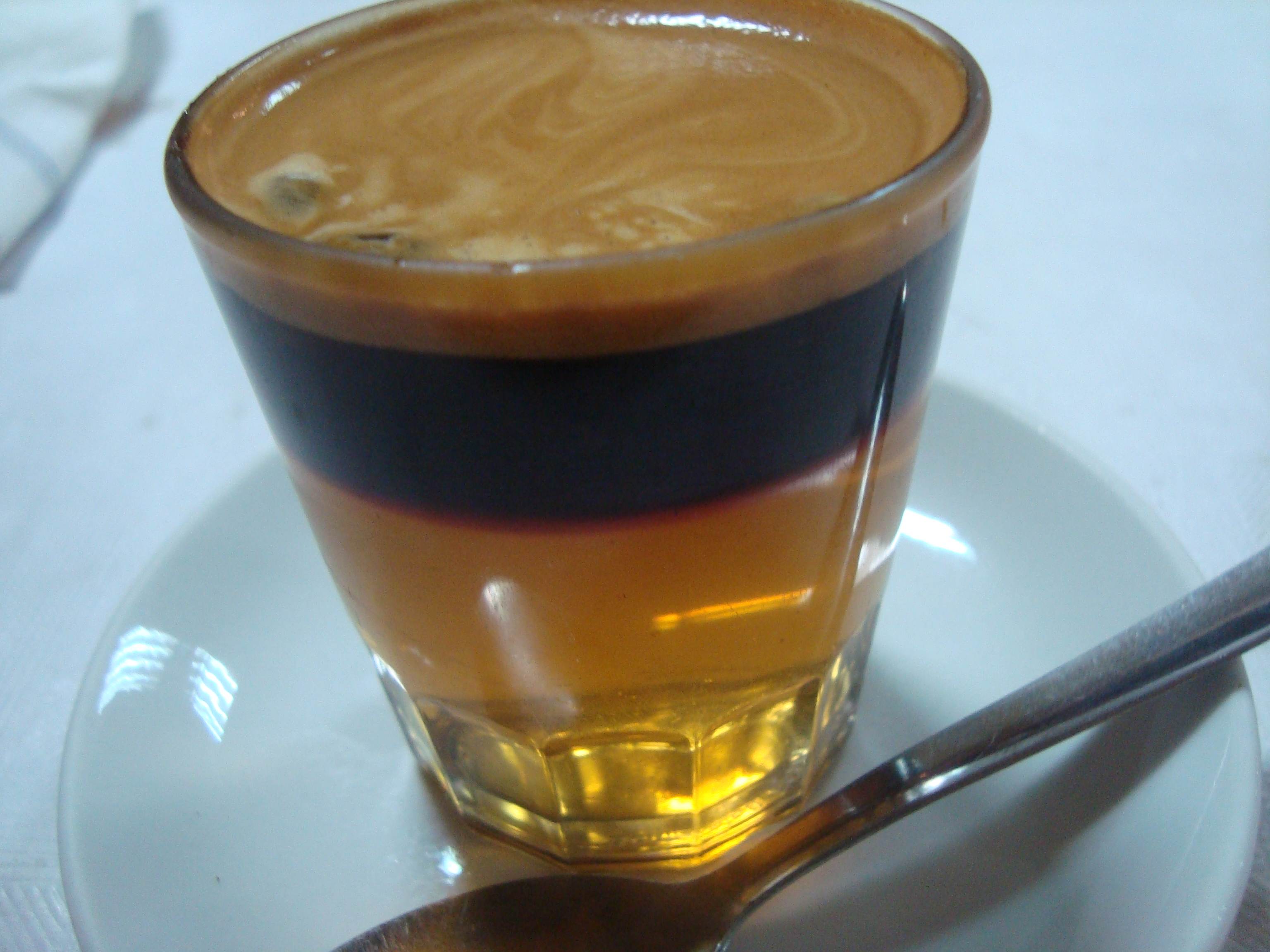
Carajillo cremat (Torreblanca)

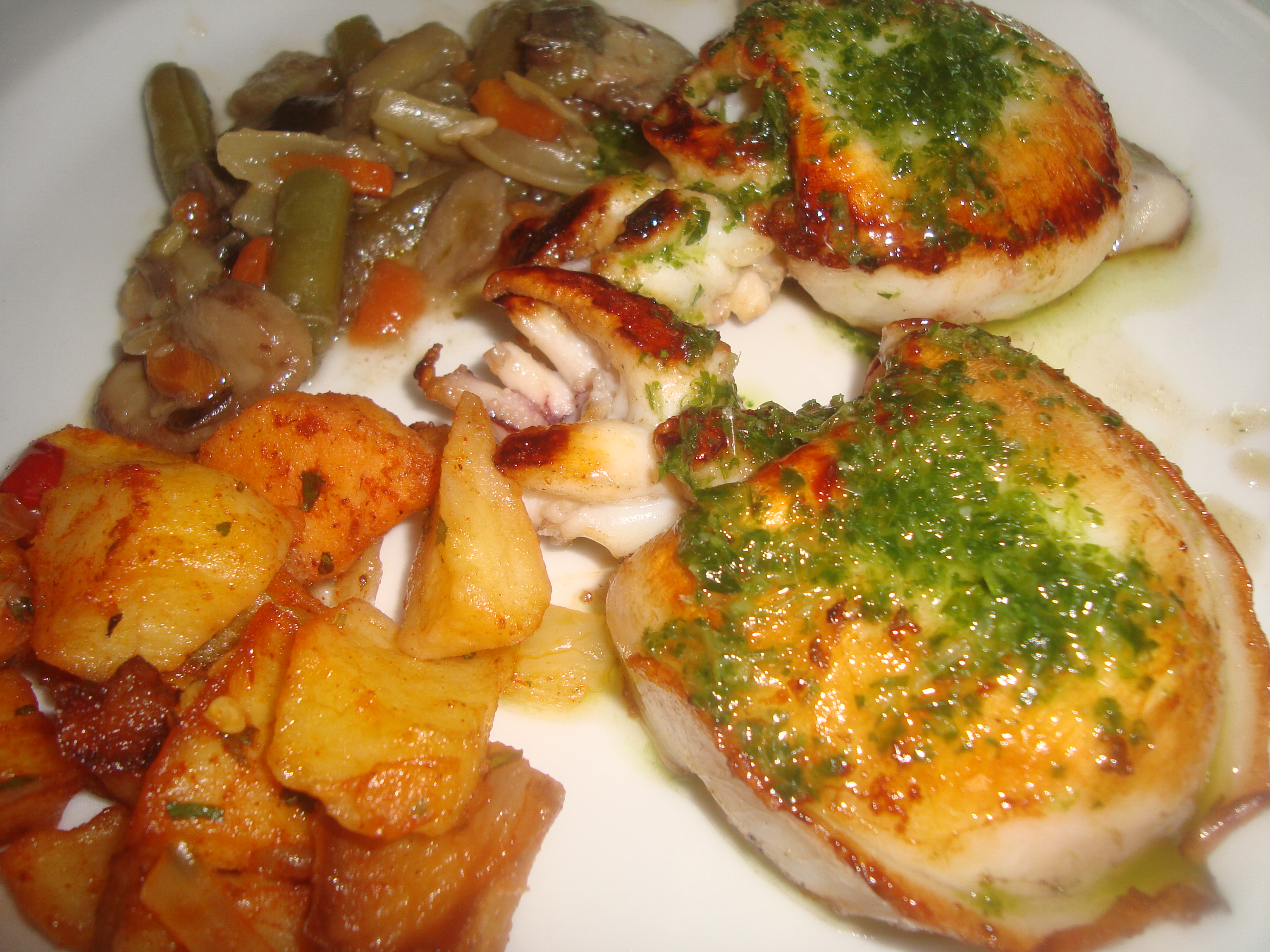
Enterita a la plancha (Sepia)

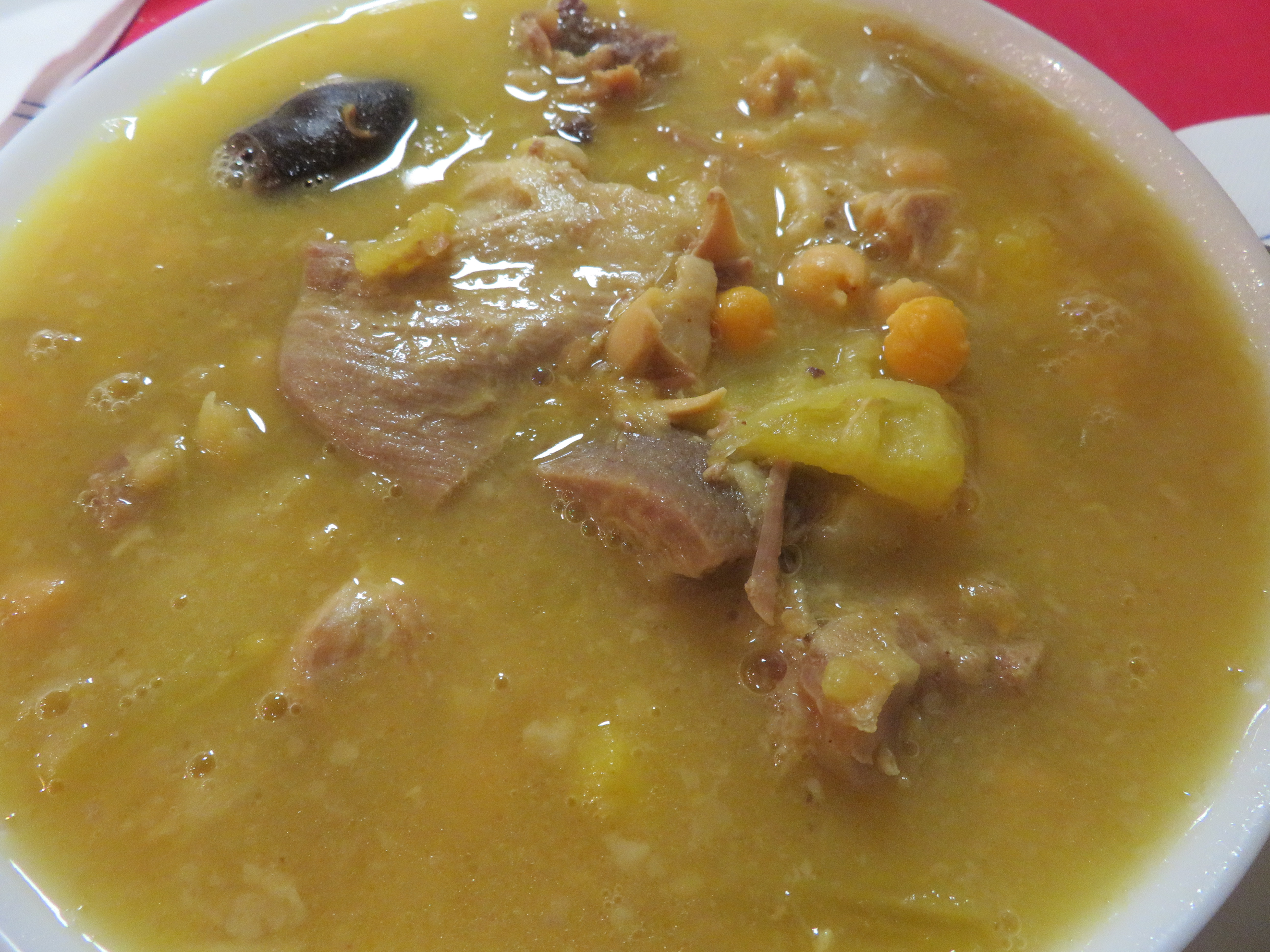
Plato de "olla torreblanquina".

La cocina se basa en los productos del mar, las verduras y hortalizas de las fértiles huertas del litoral, y el arroz como ingrediente fundamental. Además de la paella valenciana, los platos típicos de Torreblanca son: la "olla torreblanquina", "la torrà" de carne de cordero, chacinas y embutidos a la brasa, la enterita, el "empedrado de judías" y de postre los "pastissets" o "pasteles de San Antonio". "Membrillo", "Torta Cristina" y "Coca de almendra", Carajillo quemado.

## Productos típicos
Agricultura: Naranjas, limones, calabazas, y otros productos de la huerta.
Repostería: Pastissets

## Cultura
- Asociación de mujeres/Amas de casa.
- Asociación de jubilados y pensionistas "La Concordia".
- Asociación "Por amor al arte".

## Folclore
Banda Unión Musical Torreblanca.
El Senill - Colla de dolçainers i tabaleters de Torreblanca (Castelló).
Grup de danses "La Lliura" de Torreblanca (Castelló).
Grup de Danses “L’Aljub” de Torreblanca (Castelló).
Colla de dimonis "Kagaferro Torreblanquí" (Torreblanca, Castelló).
Charanga "Ben Khalen's" de Torreblanca.

## Deportes
Club de Fútbol Torreblanca.
Club Bàsquet Torreblanca.
Club Náutico de Torreblanca.
Club de Pesca "Torreblanca Deportiva".
Club Esportiu de Muntanya "Salta-Ribes".

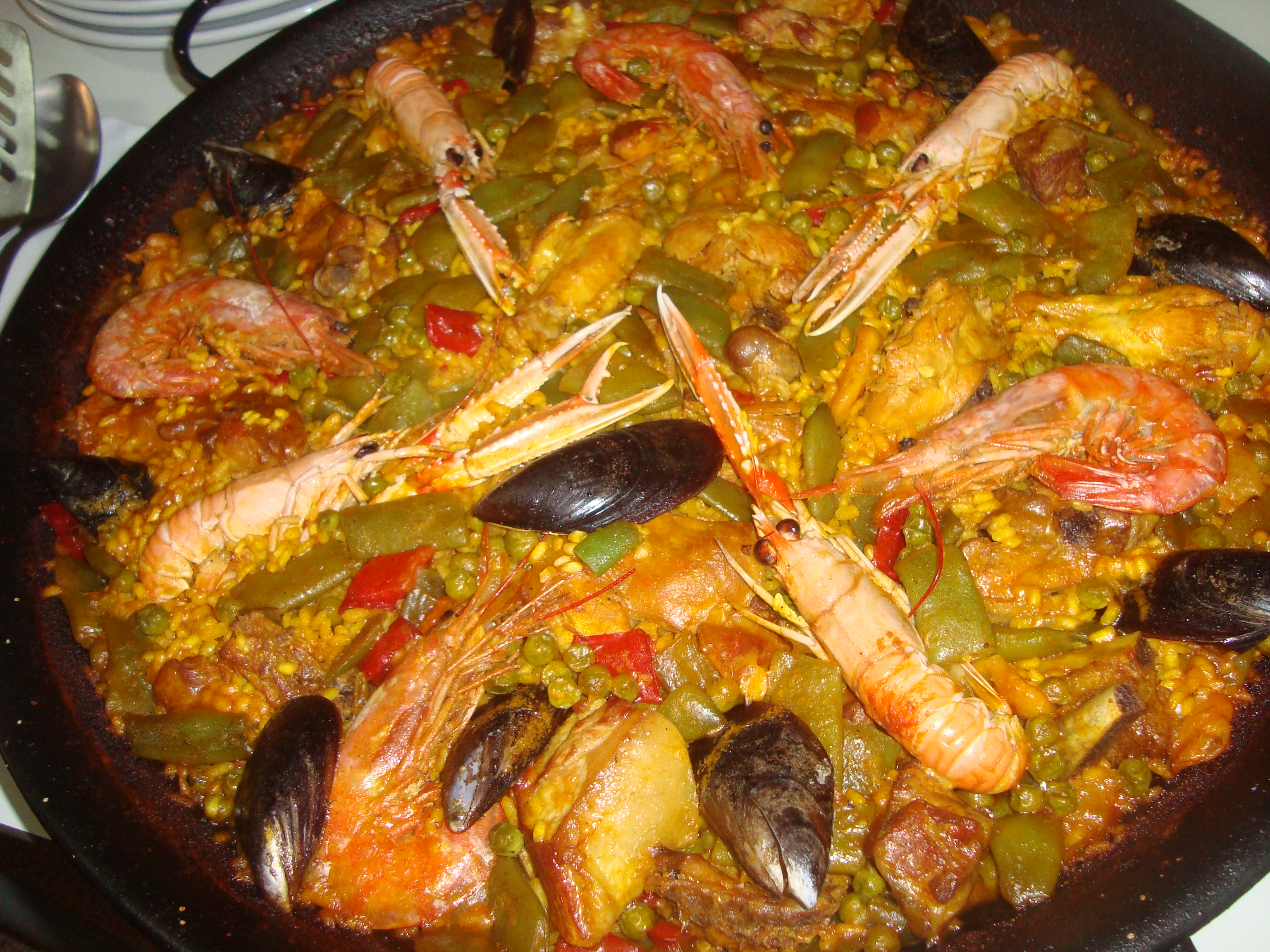
Paella Valenciana, gastronomía de Torreblanca

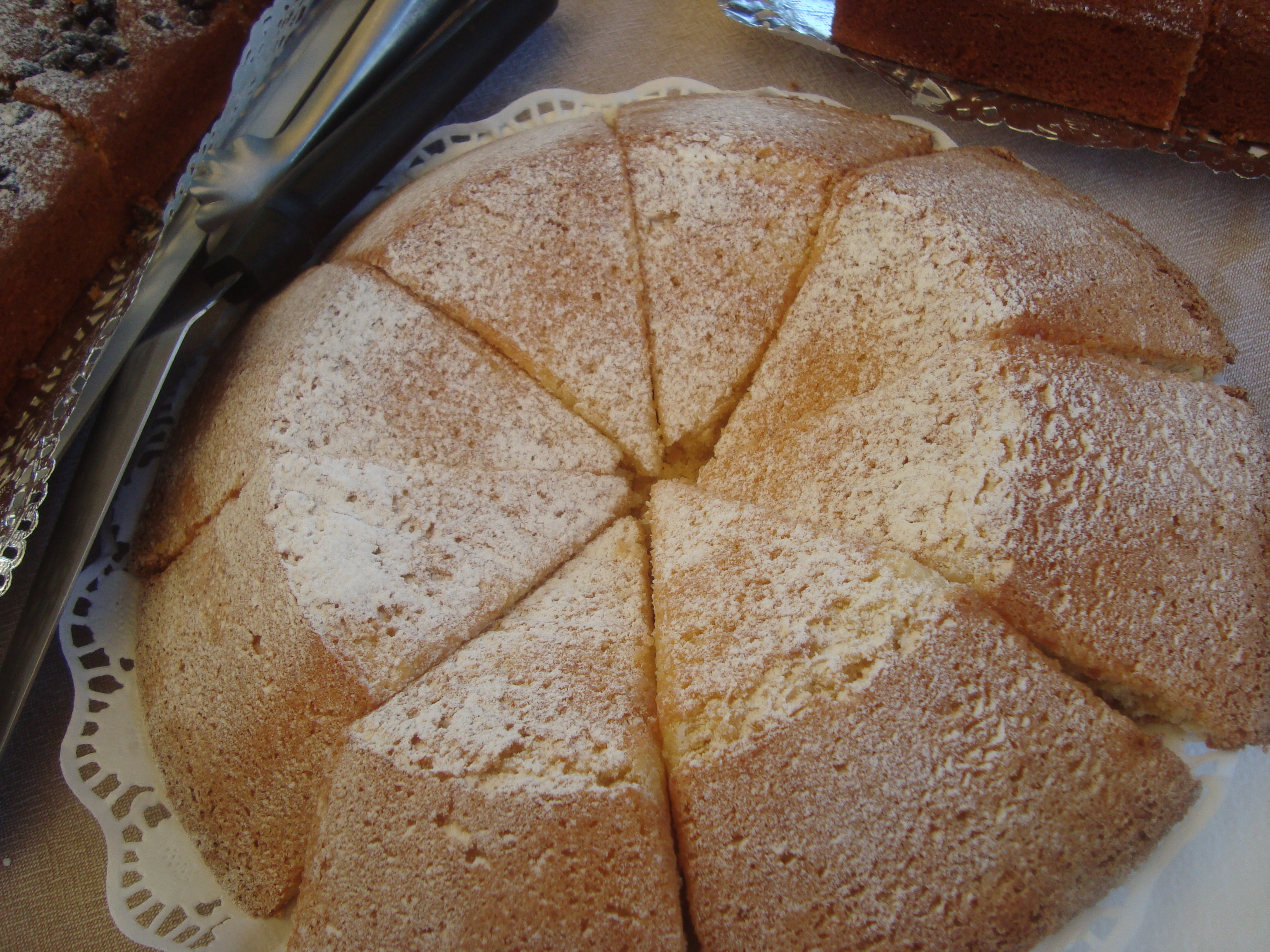
Torta de almendras.

## Política
| Periodo   | Nombre                                                            | Partido           |
| --------- | ----------------------------------------------------------------- | ----------------- |
| 1979-1983 | Bartolome Chaler Zaragoza                                         |                   |
| 1983-1987 | Bartolome Chaler Zaragoza                                         |                   |
| 1987-1991 | Bartolome Chaler Zaragoza                                         |                   |
| 1991-1995 | Bartolome Chaler Zaragoza / Juan Manuel Peraire Persiva           |                   |

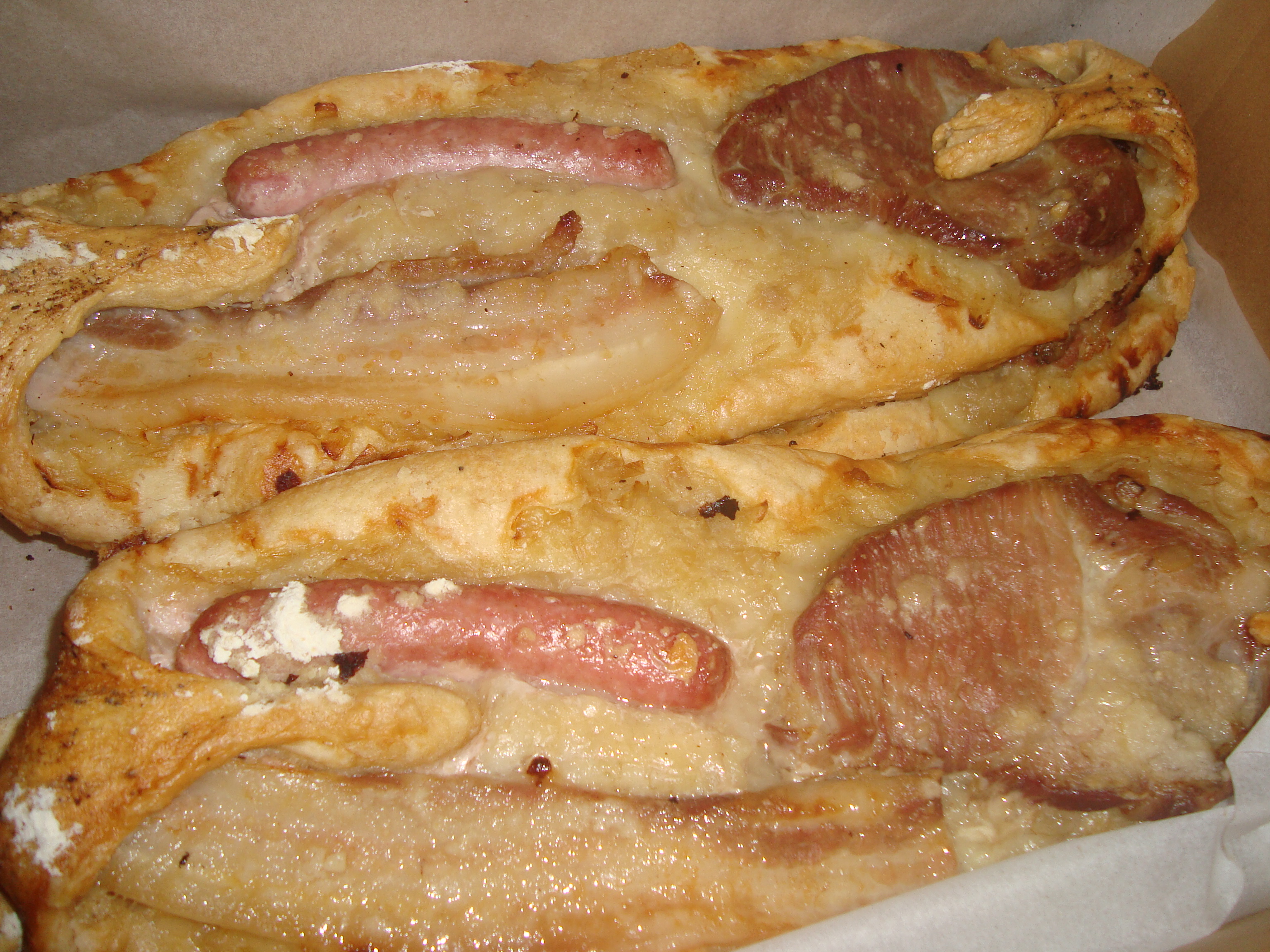
Cocs de magre, llonganisses i cansa-la (Torreblanca)

| 1995-1999 | Josep Maria Pañella                                               | BLOC              |
| 1999-2003 | José Luis Fabregat Folch                                          | Partido Popular   |
| 2003-2007 | Juan Manuel Peraire Persiva/Josep Vicent Rubert/Manuel Agut Escoí | PP-BLOC-PSPV-PSOE |
| 2007-2011 | Juan Manuel Peraire Persiva                                       | Partido Popular   |
| 2011-2015 | Juan Manuel Peraire Persiva                                       | Partido Popular   |
| 2015-2019 | Mª Josefa Tena Martínez                                           | PSPV-PSOE         |
| 2019-2023 | Mª Josefa Tena Martínez                                           | PSPV - PSOE       |
| 2023-act. | Tania Agut Mas                                                    | Partido Popular   |